# Друкарство в Узбекистані
Друкарство в Узбекистані веде історію зі середини XIX сторіччя.
Після приєднання Туркестанського краю до Російської імперії в середині 19 ст. у Ташкент завезено невелику типографію, яка почала працювати 1868 року при військово-окружному штабі й обслуговувала потреби російської адміністрації. наступного року в Ташкенті відкрилася друга друкарня, призначена для видання офіційної газети «Туркестанські відомості» — першого періодичного видання у Східній Азії. Газета «Туркестанские ведомости» проіснувала від 1870 до 1917 року. Крім рос. шрифту, типографія використовувала арабський шрифт, яким друкували додатки до «Туркестанських відомостей» узбецькою («Түркістан Уәлаятының Газеті») та казахською мовами.
1871 року типографія видала першу друковану книгу в Східній Азії — «Збірник матеріалів про російський Туркестан і країни Середньої Азії» (Сборник материалов о русском Туркестане и странах Средней Азии). Того ж року надруковано першу книгу узбецькою мовою — «Календар на 1872 рік» авторства перекладача, співробітника газети «Туркестанські відомості» Шахмардана Ібрагімова. Першу в Сер. Азії літографію засновано 1874 року в м. Хіва. Збереглася книга «Хамсі» Алішера Навої узбецькою мовою, датована 1880 роком. У Ташкенті літографію відкрив російський купець С. І. Лахтін. За 1913 рік в Туркестані вийшло всього 56 назв книг накладом 118 тис. примірників, з них узбецькою — 37 назв накладом 86 тис. примірників.
Радянська влада поставила видавничу справу на новий рівень, бо це було складовою частиною лікнепу та пропаганди. У березні 1920 Туркестанський ЦВК прийняв постанову про утворення Туркестанського державного видавництва в Ташкенті — першого універсального книжкового видавництва в Середній Азії. 1923 року Держвидав Туркестанської АРСР було перейменовано в Середньоазіатське державне видавництво. З 1921 по 1924 рік у Туркестанській АРСР вийшло 1184 назв книг тиражем 3 млн прим.
Під час німецько-радянської війни книгодрукування різко скоротилось, всі видавництва Узбекистану об'єднали в одне — Держвидав Узбецької РСР (Госиздат Узбекской ССР). Після війни спеціалізовані видавництва відновлено.
1950 року в Узбецькій РСР видано 908 книг і брошур накладом 15,8 млн примірників, 1970—2030 книг і брошур накладом 31,4 млн примірників. Серед наймасштабніших проектів: 15-томне видання творів Алішера Навої і 49-томне видання праць Володимира Леніна узбецькою мовою.
Станом на 1980 рік в Узбекистані діяли книжкові видавництва «Узбекистан», «Фан», «Укітувчі», Видавництво літератури і мистецтва ім. Гафура Гуляма, «Йом Гвардія», «Медицина», «Каракалпакстан», газетно-журнальне видавництво ЦК КП Узбецької РСР. На правах вид-ва працювала редакція Узбецької радянської енциклопедії (створена 1970 року), що випустила першу національну енциклопедію (томи 1-14 упродовж 1971—1980).